# 149 Медуза
149 Медуза (лат. 149 Medusa) је астероид главног астероидног појаса са пречником од приближно 19,75 km.
Афел астероида је на удаљености од 2,317 астрономских јединица (АЈ) од Сунца, а перихел на 2,032 АЈ.
Ексцентрицитет орбите износи 0,065, инклинација (нагиб) орбите у односу на раван еклиптике 0,937 степени, а орбитални период износи 1171,552 дана (3,207 године).
Апсолутна магнитуда астероида је 10,72 а геометријски албедо 0,233.
Астероид је откривен 21. септембра 1875. године.